# Agenor (Sohn des Triopas)
Agenor (altgriechisch Ἀγήνωρ Agḗnōr) ist in der griechischen Mythologie ein  Sohn des argivischen Königs Triopas und Bruder des Iasos. Sein Sohn Krotopos folgte dem Iasos auf dem Thron von Argos.
In einem Scholion des Hellanikos ist er der jüngere Bruder des Iasos und des Pelasgos. Während die älteren Brüder die Herrschaft über Argos ausübten, überfiel Agenor als Vorsteher der Reiterei seines Vaters die angrenzenden Ländereien. Auch ein Scholion zum Orestes des Euripides nennt ihn neben Iasos, Pelasgos und Xanthos als Sohn des Triopas mit der Soïs.